# Christian Kulik
Christian Kulik (ur. 6 grudnia 1952 w Zabrzu) – niemiecki piłkarz polskiego pochodzenia. Występował na pozycji pomocnika. Spędził 10 sezonów w Bundeslidze z Borussią Mönchengladbach.

## Wyróżnienia
- Puchar Europy finalista: 1977.
- Puchar UEFA zwycięzca: 1975, 1979.
- Finalista Pucharu UEFA: 1973, 1980.
- Bundesliga mistrz: 1975, 1976, 1977.
- Bundesligi zdobywca drugiego miejsca: 1974, 1978.
- DFB-Pokal zwycięzcy: 1973.